# Quintette pour piano et cordes de Suk
Pour les articles homonymes, voir Quintette pour piano et cordes.
Le Quintette pour piano et cordes en sol mineur opus 8 est un quintette pour piano, deux violons, alto et violoncelle de Josef Suk, composé en 1893. Le compositeur dans cet opus rend hommage à son maitre Antonín Dvořák ainsi qu'à Johannes Brahms et Felix Mendelssohn.

## Structure
1. Allegro energico
2. Adagio religioso
3. Scherzo: Presto
4. Finale: Allegro con fuoco

- Durée d'exécution : trente minutes.

## Discographie
- Suk Piano Trio / Piano Quartet / Piano Quintet, Suk Quartet, Suk Trio, Supraphon, 1993.
- Suk Piano Quartet / Piano Quintet / Four Pieces for violin and piano, Nash Ensemble, Hyperion, 2004.
- Dvorak / Suk Piano Quintets, Quintette Syntonia (Stéphanie Moraly, Thibault Noally, Anne-Aurore Anstett, Patrick Langot, Romain David). Label Syntonia, 2014.

## Source
- François-René Tranchefort (direction), Guide  de la Musique de Chambre, Paris, Fayard, coll. « Les indispensables de la musique », 1998 (1re éd. 1989), VIII-995 p. (ISBN 2-213-02403-0, OCLC 717306887, BNF 35064530), p. 871